# Горини, Фьоретта
Фьоретта Горини или дель Читтадино (итал. Fioretta Gorini; del Cittadino) — любовница Джулиано Медичи, мать Джулио ди Джулиано Медичи, в будущем папы римского Климента VII.

## Биография

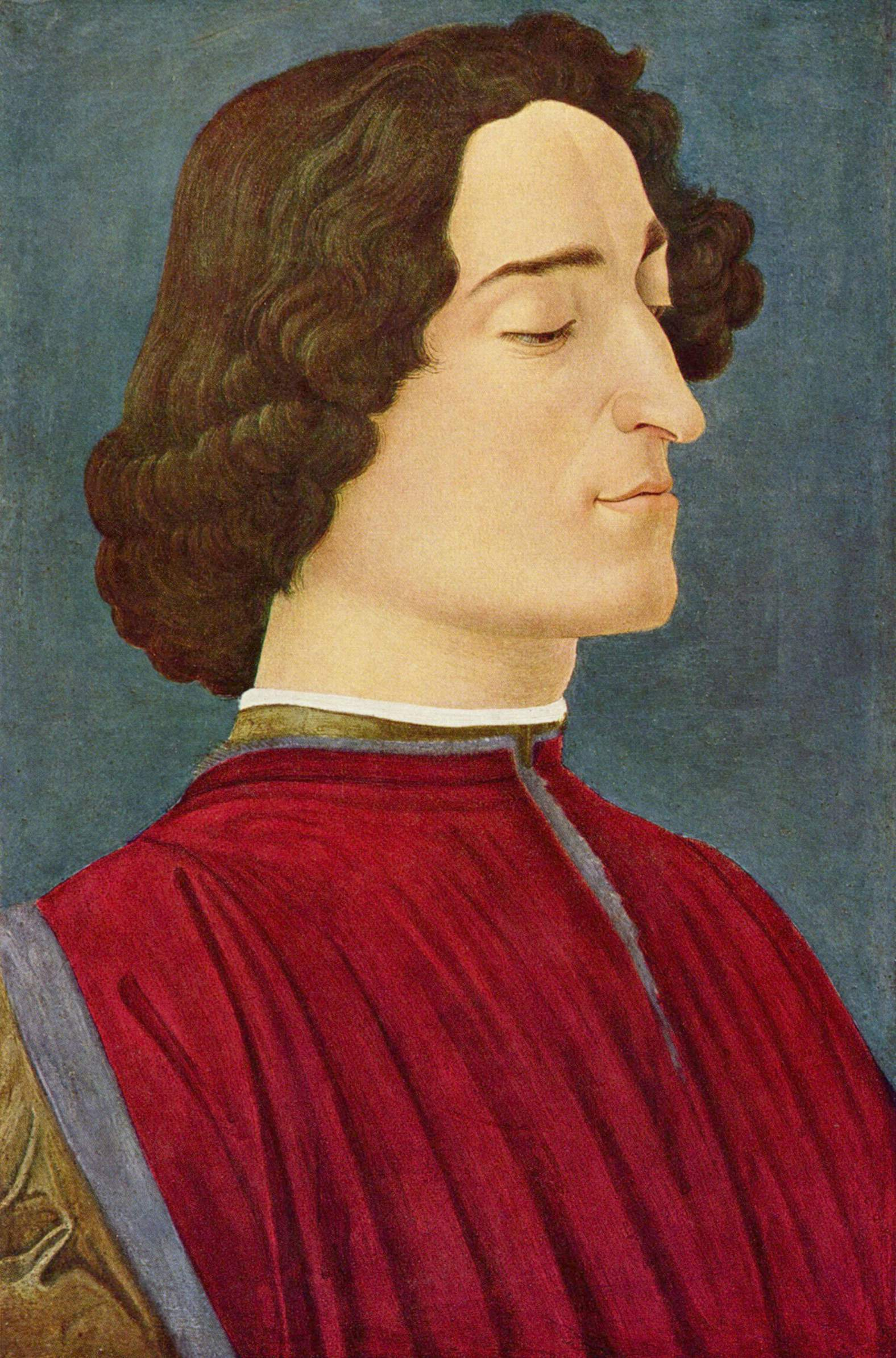
Боттичелли. Портрет Джулиано Медичи

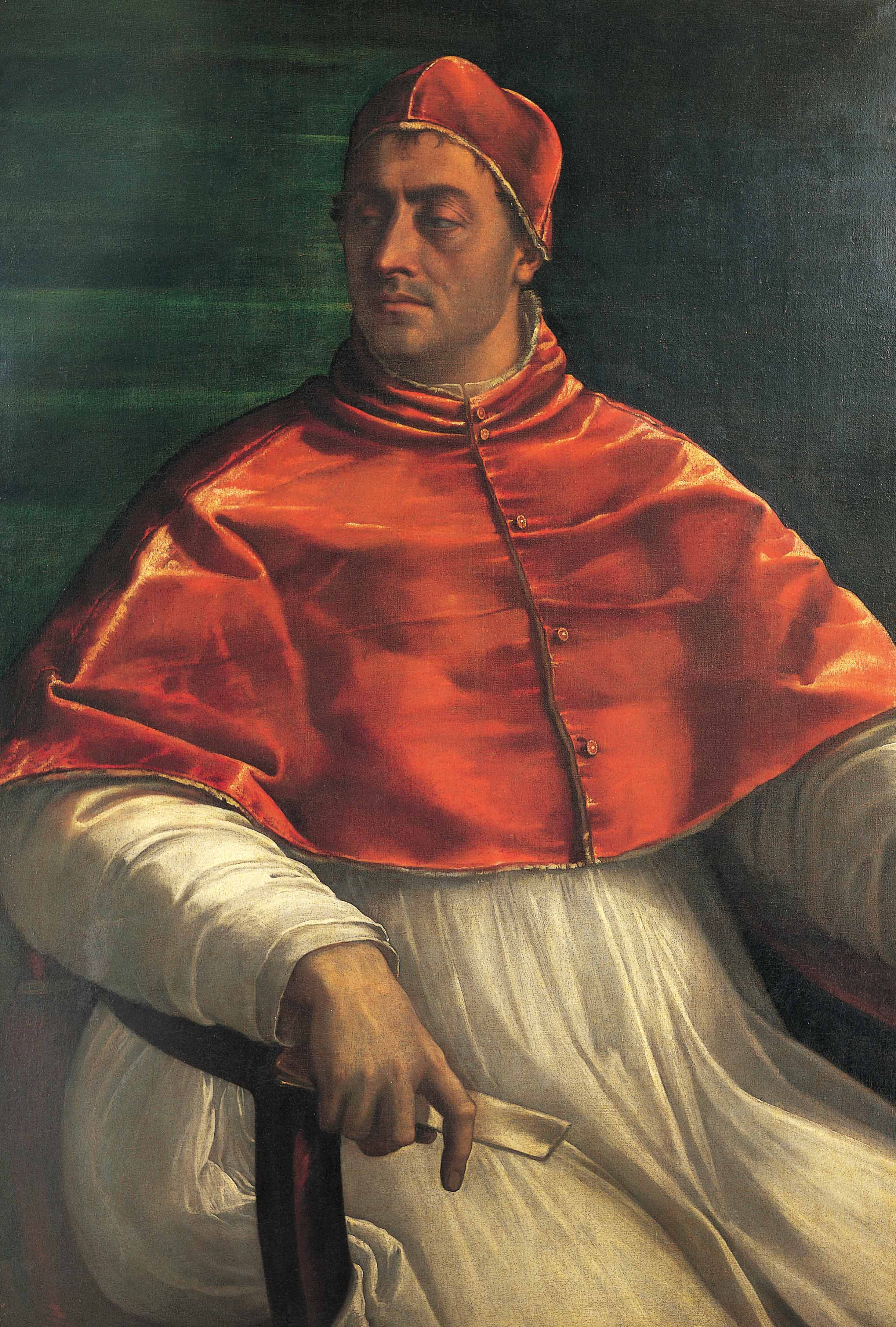
Себастьяно дель Пьомбо. Портрет Климента VII

Фьоретта Горини родила ребёнка от Джулиано 26 мая 1478 года в два часа дня уже после смерти любовника от кинжалов убийц в заговоре Пацци 26 апреля. Её имя известно благодаря редкому источнику — дискуссии Пьераччини о том, звали ли её Фьореттой Горини (дочерью, возможно, Антонио Горини) или Фьореттой дель Читтадино. Также указывается, что «Фьоретта» — это уменьшительное имя или прозвище, и её звали Антония или Антониетта.
Ребёнок был крещен как Джулио Зенобио 27 мая и его крёстным был Антонио да Сангалло Старший (?), которому поручили опекать его до семилетнего возраста. Фьоретта, видимо, рано скончалась, и Джулио рос у своего дяди Лоренцо Великолепного. О ней более ничего не известно. Упоминается, что она жила в Borgo Pinti в доме Сангалло, но неясно, проживала ли она там и до рождения ребёнка. Скорее всего, нет, так как упоминается, что в доме № 64 Борго Пинти находится здание бывшего монастыря Сан-Сильвестра, в передней части дворца которого проживал Антонио Горини, отец Фьоретты. На этом здании висит мемориальная доска, что в нём был рождён будущий папа римский.
Фьоретта и Джулиано не состояли в законном браке, но в 1513 году была использована лазейка в каноническом праве, позволившая объявить, что родители Джулио были помолвлены per sponsalia de presenti и ребёнок был объявлен не бастардом, а законным. Это произошло по приказу другого представителя династии Медичи — папы Льва X. Утверждалось, что родители Джулио действительно заключили тайный брак — matrimonio clandestino, но это, скорее всего, было вызвано стремлением поддержать репутацию Джулио.

## «Весна» Боттичелли

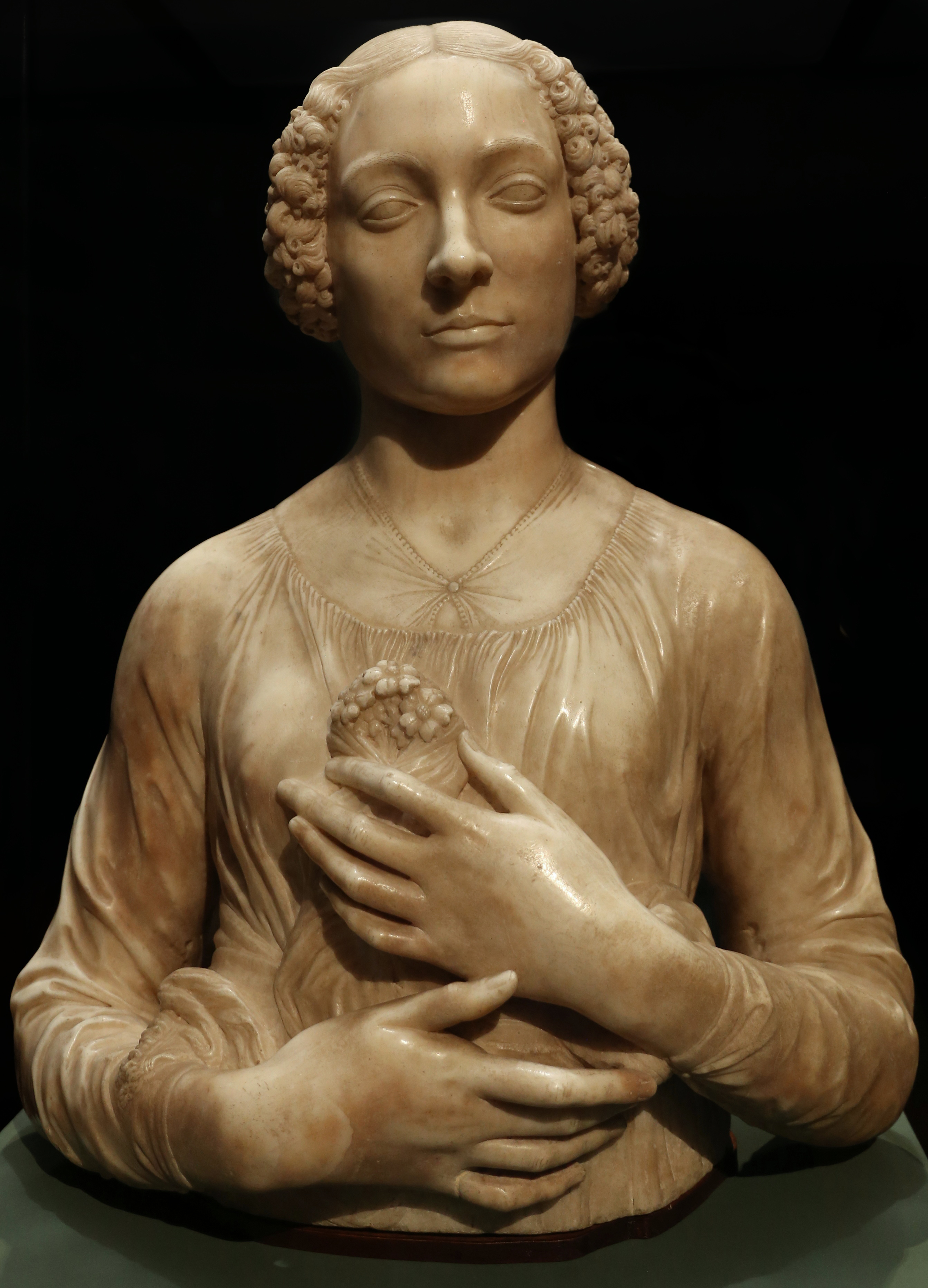
Возможное изображение Фьоретты. Андреа Верроккьо, «Портрет женщины с букетом цветов» (ок. 1475). Другие возможные модели: Лукреция Донати, Джиневра д’Америго де Бенчи

Также существует версия, что мать Климента звали Oretta Pazzi. Эта версия проистекает из гипотезы, связывающей Фьоретту с картиной Боттичелли «Весна», где, согласно версии некоторых исследователей, изображена не Симонетта Веспуччи, платоничность или же не платоничность связи которой с Джулиано не доказана, а его следующая любовница Фьоретта. Предполагается, что цветы, вытканные на одеяниях Венеры в центре полотна — беременной Венеры, (т.е. Venus Genetrix — матери античного рода Юлиев) идентифицируют её как мать Джулио (Юлия) и подсказывают её «цветочное» имя — «Фьорретта». Но при этом морозник, написанный у её ног, считается исследователями атрибутом того, что она принадлежала к роду Пацци. Ни одной женщины по имени Фьоретта Пацци в названную эпоху не существовало, но была обнаружена Оретта Пацци (р. 1457). Леви д'Анкона предполагает, что «Фьоретта» было поэтическим именем Оретты и что она была тайно обручена с Джулиано и является настоящей матерью Климента; и что это было скрыто, так как Пацци убили Джулиано. Тем не менее, эта версия является малодоказанной.

## В искусстве
- Итальянский мюзикл Il principe della gioventù посвящён любовной истории Фьоретты и Джулиано и заговору Пацци
- Итало-британский драматический телесериал «Медичи» (2016—2019). Роль Фьоретты сыграла итальянская актриса Кьяра Баскетти[итал.].